# NanoSail-D2
NanoSail-D2 — перший сонячний нановітрильник НАСА, що розгорнув своє вітрило 20 січня 2011 року на висоті близько 650 км над поверхнею Землі. Наразі NanoSail-D2 є першим і поки що єдиним космічним вітрильником НАСА, що розгорнув своє вітрило у ближньому космосі й здійснює орбітальний рух навколо Землі.

## Характеристики експерименту
У розгорнутому стані площа вітрильника сягає 10 м². Його виготовлено з тонкої полімерної плівки, товщиною 3 мікрони, що здатна ефективно відбивати сонячне проміння.
Зважаючи на тиск світла вітрильник з достатньою площею вітрила здатен розвинути певний момент руху й подолавши силу земного притягання, збільшити висоту своєї орбіти або й вирватися в міжпланетний простір Сонячної системи. Наразі експеримент NanoSail-D2 заплановано так, що вітрильник має впродовж 70-120 діб увійти у земну атмосферу і згоріти у вигляді метеора.
Сам вітрильник буде легше спостерігати перед тим як атмосфера стабілізує його обертальні рухи. Для того щоб підтримати цікавість населення до цього явища й заохотити спостереження вітрила, НАСА та Spaceweather.com оголосили конкурс на найкращу фотографію вітрильника, поки він ще перебуває на навколоземній орбіті, із першою премією в 500$ США.

## Історія запуску
NanoSail-D2 було запущено на навколоземну орбіту як складову експерименту в рамках запуску супутника FASTSAT (англ. Fast, Affordable, Science and Technology SATellite - перший помірно-кошторисний науково-технологічний супутник) у листопаді 2010 року. Окрім запуску NanoSail-D2 супутник FASTSAT здійснював на борту ще п'ять інших експериментів.
Проте пружина, яка мала викинути нановітрильник у відкритий космос з його упаковки на борту супутника FASTSAT, не спрацювала й з листопада 2010 року вітрильник продовжував перебувати на борту материнського супутника у згорнутому стані. Група інженерів та науковців, відповідальних за запуск вітрильника, майже втратила надію на успіх експерименту, коли 17 січня 2011 року пружина раптово спрацювала й 20 січня 2011 року о 10:00 EST NanoSail-D2 нарешті розгорнув своє сонячне вітрило на навколоземній орбіті, на висоті приблизно 650 км над поверхнею Землі. Інженери все ще вивчають можливі причини, що допомогли розгорнути вітрило.